# Bohumín
Bohumín (polska: Bogumin, tyska: Oderberg) är en stad i Tjeckien. Den ligger i regionen Mähren-Schlesien, i den östra delen av landet, 280 km öster om huvudstaden Prag. Antalet invånare är 21 249 (2016).